# Cazaubon
Cazaubon (gaskonsko Casaubon) je naselje in občina v južnem francoskem departmaju Gers regije Jug-Pireneji. Leta 2008 je naselje imelo 1.651 prebivalcev.

## Geografija
Naselje leži v pokrajini Gaskonji ob reki Douze, 69 km severozahodno od Aucha.

## Uprava
Cazaubon je sedež istoimenskega kantona, v katerega so poleg njegove vključene še občine Ayzieu, Campagne-d'Armagnac, Castex-d'Armagnac, Estang, Lannemaignan, Larée, Lias-d'Armagnac, Marguestau, Mauléon-d'Armagnac, Maupas, Monclar, Panjas in Réans s 4.495 prebivalci.
Kanton Cazaubon je sestavni del okrožja Condom.

## Zanimivosti
- zdravilišče Barbotan-les-Thermes, s cerkvijo sv. Petra,
- park Adrien Barthélémy,
- jezero lac d'Uby.